# Football Club Borgo
Football Club Borgo - conhecido apenas como FC Borgo ou pelo acrônimo FCB - é um clube de futebol francês. Foi fundado em 2017, com a fusão entre o Athlétique Bastia, rebaixado no Championnat National (terceira divisão) e o Borgo FC, que disputava a CFA-2, o quinto nível na pirâmide do futebol francês. Com a junção entre as equipes, o FCBB herdou a vaga do Athlétique Bastia no National 2, correspondente ao quarto escalão nacional. Atualmente, disputa o Championnat National, depois que conquistou o acesso em 2018–19 ao ficar na segunda posição de seu grupo na quarta divisão.
Seu estádio é o Paul-Antoniotti, na cidade de Borgo, que possui capacidade de 1.300 lugares. Suas cores são o vermelho (herança do Borgo FC) e o preto (Athlétique Bastia).